# AVV Swift

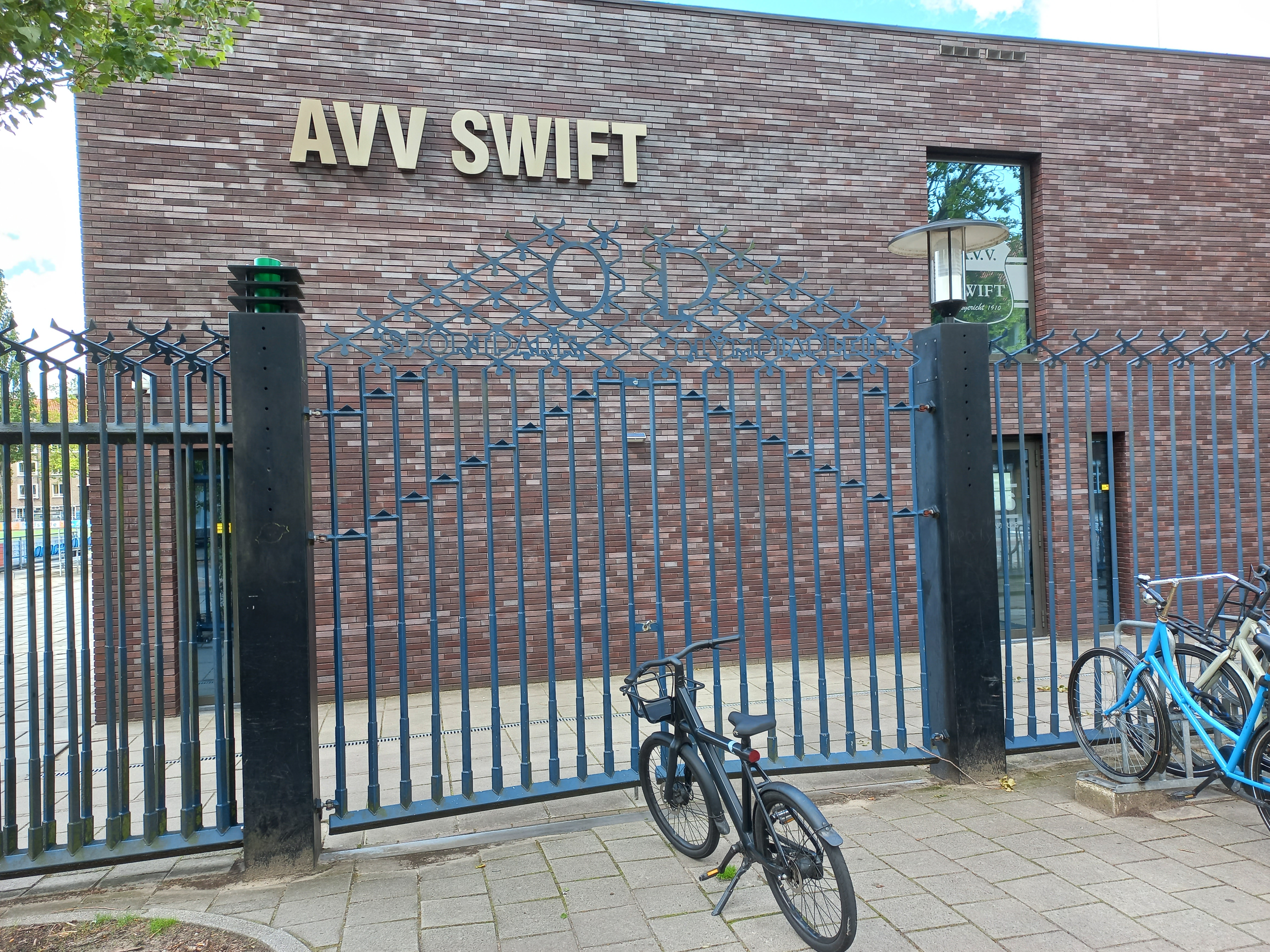
Ingang Sportpark Olympiaplein bij AVV Swift (augustus 2023)

AVV Swift is een Nederlandse amateurvoetbalvereniging uit de Amsterdamse wijk Oud-Zuid in de provincie Noord-Holland.

## Algemeen
De vereniging werd opgericht op 1 februari 1910. Thuishaven is het Sportpark Olympiaplein. In 2009, toen Swift naar de Hoofdklasse promoveerde, werden op het Olympiaplein twee velden voorzien van kunstgras en kreeg Swift er een scorebord bij. Opvallend is dat Swift geen tribune heeft. Dit komt doordat historisch vastgelegd is dat de zichtlijn van de Parnassusweg tot aan het Monument Indië-Nederland vrij moet blijven.

## Standaardelftallen
De standaardelftallen spelen in het seizoen 2021/22 in de Hoofdklasse zaterdag (A) en Derde klasse zondag van het KNVB-district West-I
Zaterdag
Hoogtepunt was het winnen van het Gouden Kruis in 1976. Het was voor het eerst dat een zaterdagteam het algeheel kampioenschap van de afdeling Amsterdam won. Swift zaterdag promoveerde dat jaar naar de Vierde klas KNVB.
In het seizoen 2008/09 promoveerde dit team naar de Eerste klasse, middels het kampioenschap dat met een straatlengte voorsprong werd binnengehaald.
Het jaar erna eindigde het team verrassend op de vierde plaats. Dit was genoeg voor een nacompetitie waarin het promotie afdwong naar de Hoofdklasse. Omdat in datzelfde seizoen 2010/11 de Topklasse werd geïntroduceerd, bleef Swift actief op het een na hoogste amateurniveau. Na vier wedstrijden was het onder trainer Adrie Tap nog (doel)puntloos. Het eerste doelpunt op Hoofdklasseniveau kwam in de vijfde speelronde op naam van Minne van Woersem in de thuiswedstrijd tegen grootmacht Quick Boys (1-4). Swift degradeerde in haar eerste Hoofdklasse seizoen direct terug naar de Eerste klasse, want het eindigde als dertiende en voorlaatste. In het seizoen 2014/15 dwong zaterdag-1 opnieuw promotie af naar de Hoofdklasse. Waar dit twee jaar op rij via de nacompetitie niet was gelukt, slaagde Swift er de derde keer wel in promotie via de nacompetitie te af te dwingen.
In de eerste ronde van de KNVB Beker van het seizoen 2017/18 werd Vitesse, de bekerwinnaar van het seizoen daarvoor, na strafschoppen verslagen. Swift was hiermee de eerste amateurclub in de Nederlandse voetbalgeschiedenis die de bekerhouder in de eerste wedstrijd van de volgende bekercompetitie uitschakelde. In de volgende ronde was Feyenoord de tegenstander, deze wedstrijd ging met 1-4 verloren.

### Competitieresultaten zaterdag 1977–heden
| 7 4C |

| 1 4C |

| 8 3B |

| 7 3A |

| 12 3A |

| 4 4C |

| 9 4C |

| 7 4B |

| 7 4C |

| 11 4B |

| 8 4B |

| 6 4C |

| 2 4C |

| 3 4C |

| 3 4B |

| 4 4C |

| 6 4C |

| 5 4C |

| 2 4C |

| 3 4C |

| 2 3C |

| 2 3C |

| 1 3C |

| 2 2D |

| 3 2A |

| 3 2B |

| 1 2B |

| 10 1A |

| 2 2A |

| 2 2B |

| 1 2B |

| 10 1A |

| 1 2A |

| 4 1A |

| 13 A |

| 4 1A |

| 3 1A |

| 2 1B |

| 2 1B |

| 9 A |

| 5 A |

| 10 A |

| 10 A |

| 4* B |

| -- B |

| 10 B |

| 2 B |

| 9 A |

2007: de beslissingswedstrijd om het klassekampioenschap in 2B werd met 4-3 gewonnen van RODA '46.
| Hoofdklasse/4e Divisie | Eerste klasse | Tweede klasse | Derde klasse | Vierde klasse |

## Swift in de KNVB Beker
Dit schema laat de resultaten zien van Swift tegen profclubs in de KNVB Beker.
| Seizoen | Ronde    | Wedstrijd         | Uitslag        |
| ------- | -------- | ----------------- | -------------- |
| 2017/18 | 1e ronde | Swift – Vitesse   | 0-0 (5-3 n.s.) |
| 2017/18 | 2e ronde | Feyenoord – Swift | 4-1            |

### Competitieresultaten zondag 1919–2023
| 3 3E |

| 6 3F |

| 9 3B |

| 5 3B |

| 3 3B |

| 7 3C |

| 8 3A |

| 2 4A |

| 4 4D |

| 5 4B |

| 3 4B |

| 3 4B |

| 3 4A |

| 2 4C |

| 2 4D |

| 2 4E |

| 3 4C |

| 3 4D |

| 1 4D |

| 4 4C |

| 5 4F |

| 1 L |

| 1 4F |

| 6 3D |

| 5 3E |

| 6 3E |

|  |

| 3 3D |

| 3 3F |

| 5 3C |

| 10 3D |

| 5 4F |

| 4 4F |

| 7 4D |

| 9 4C |

| 3 4F |

| 6 4F |

| 4 4D |

| 6 4E |

| 1 4F |

| 10 3C |

| 7 3C |

| 9 3B |

| 9 3B |

| 5 3B |

| 10 3B |

| 10 3C |

| 5 3B |

| 10 3C |

| 11 3B |

| 12 4F |

|  |

|  |

|  |

|  |

|  |

|  |

|  |

|  |

|  |

|  |

|  |

|  |

| 9 4E |

| 12 4F |

| 11 4F |

| 12 4E |

|  |

|  |

|  |

|  |

|  |

|  |

|  |

|  |

|  |

|  |

|  |

| 8 6A |

|  |

|  |

| 4 6A |

| 10 5A |

| 1 5D |

| 8 4E |

| 8 4E |

| 6 4E |

| 6 4E |

| 5 4E |

| 3 4E |

| 7 4F |

| 3 4F |

| 4 4D |

| 7 4E |

| 9 4E |

| 5 4F |

| 6 4F |

| 6 4E |

| 7 4E |

| 2 4F |

| 1 4E |

| 4* 3C |

| -- 3C |

| 4 3C |

| 3 3C |

| Derde klasse | Vierde klasse | Vijfde klasse | Zesde klasse | Noodcompetitie |

In elke staaf van de grafiek staat van boven naar beneden vermeld: 
- Eindnotering

Dit is de positie die de club heeft bereikt in de competitie, zonder eventuele beslissings-, play-off- of nacompetitiewedstrijden die nodig zijn geweest om bijvoorbeeld de kampioen van de competitie te bepalen.
Indien een * achter het getal staat is de notering een tussenstand en kan het zijn dat de notering niet overeenkomt met de uiteindelijke eindstand van de competitie.
Staat er een - dan is het seizoen nog bezig en is er geen definitieve uitslag bekend.
Staat er xx op de positie van de notering, dan heeft de club vroegtijdig de competitie verlaten. Dit kan onder andere komen door terugtrekking van het team, faillissement van de club of door een uitgedeelde straf van de KNVB. In veel gevallen staat elders in het artikel de reden vermeld.
Staat er een ? dan is het resultaat uit het verleden onbekend, en is alleen de competitie of het niveau bekend van dat seizoen.
In de seizoenen 2019/20 en 2020/21 werd wegens de coronacrisis het amateurvoetbal afgebroken. Daardoor kennen deze staven geen eindklassering (middels -- weergegeven).
- Competitieniveau en afdelingsletter of Officiële eindstand Eredivisie
  - Competitieniveau en afdelingsletter

Hierbij geeft het getal het niveau weer, dat ook terug te vinden is in de legenda. De letter is de afdelingsaanduiding en wordt gebruikt wanneer er meer afdelingen zijn op hetzelfde niveau. De afdelingsletter is altijd een hoofdletter en wordt meestal zonder nummer gebruikt.
Voorbeeld: 2F is niveau 2e klasse competitie F.
Het competitieniveau en nummer wordt niet vermeld wanneer er slechts één competitie van dit niveau was.
  - Officiële eindstand Eredivisie (getal staat tussen haakjes vermeld)

Sinds de introductie van play-offwedstrijden voor Europees voetbal na afloop van de reguliere competitie in 2005/06, is de KNVB verplicht een eindstand van de Eredivisie door te geven aan de UEFA aan de hand van deze play-offwedstrijden.
Bij deze eindstand staan clubs die zich hebben gekwalificeerd voor Europees voetbal hoger dan clubs die zich niet wisten te kwalificeren. Indien er geen verschil was tussen de eindnotering en de officiële eindstand, staat dit getal niet vermeld.

- Onderafdeling

Hier staat afgekort de naam van de onderafdeling indien de club in dat jaar in een onderafdeling uitkwam. Tevens staat deze afkorting in de legenda en wordt gelinkt naar het artikel over deze onderafdeling. Deze afkorting wordt alleen vermeld wanneer de club in het verleden in verschillende onderafdelingen heeft gespeeld. Deze vermelding is in de staaf altijd in kleine letters. Deze onderafdelingen zijn na het seizoen 1995/96 afgeschaft. Heeft de club in slechts één onderafdeling gespeeld, dan is dit alleen terug te vinden in de legenda.
Onder de staaf staat het jaartal vermeld waarin het seizoen is afgesloten. 15 verwijst naar het seizoen 2014/15 of eventueel het seizoen 1914/15.
Wanneer een staaf leeg is, zijn deze gegevens niet bekend. Het kan ook zijn dat de club dat seizoen niet heeft meegespeeld op het hogere amateurniveau, vroegtijdig de competitie heeft verlaten of uit de competitie is gezet.

In het seizoen 1944/45 was er wegens de Tweede Wereldoorlog geen regulier competitievoetbal.
Voormalig: AFC "Sport" · Ambon · FC Amsterdam · V.V. Amsterdam · ASSV · VV De Beursbengels · FC Blauw-Wit Amsterdam · Blauw-Wit Osdorp · B.P.C. · CDW · FC Chabab · D.E.C. · VV DIB · D.N.C. · DWV · SC De Eland · Energia · SC Fenerbahçe · ASV De Germaan · KBV · N.E.C. '75 · AFC Neerlandia · Neerlandia/SLTO · New Amsterdam · FC Nieuwendam · SC Nieuwendam · ODOS · Oriënt · P en T · RAP · SCZ '58 · Sparta Amsterdam · Sporting Amsterdam · Sporting Noord · SV Osdorp · Osdorp/Sport · SLTO · Avv SPORT · Türkiyemspor · De Volewijckers · Volharding · SC Voorland · ZRC Herenmarkt